# Orde van de Hongaarse Republiek
De Orde van Verdienste van de Hongaarse Republiek (Hongaars: Magyar Köztársasági Érdemrend) werd in 1946 ingesteld, in 1949 door de communisten afgeschaft en in 1991 weer hersteld als de eerste en hoogste Hongaarse ridderorde, De orde was de voortzetting van het Apostolisch Koninklijke Kruis van Verdienste uit 1923 dat in 1935 een ridderorde, de Orde van Verdienste van het koninkrijk Hongarije werd.
Vorm en functie bleven al die jaren min of meer gelijk al werd een groot deel van het oude Hongaarse wapen in de loop der jaren weggelaten.
Er zijn zes graden.
- Grootkruis met Keten

Deze graad wordt alleen aan staatshoofden toegekend.
- Grootkruis

Ieder jaar worden vijftien van deze kruisen aan Hongaren toegekend.
- Commandeurskruis met Ster oftewel grootofficier

Ieder jaar worden vijfendertig van deze kruisen aan Hongaren toegekend.
- Commandeurskruis oftewel commandeur

Ieder jaar worden zeventig van deze kruisen aan Hongaren toegekend.
- Officierskruis oftewel Officier

Ieder jaar worden honderdveertig van deze borstkruisen zonder lint aan Hongaren toegekend.
- Ridderkruis oftewel ridder

Ieder jaar worden tweehonderdtachtig van deze kruisen aan Hongaren toegekend.

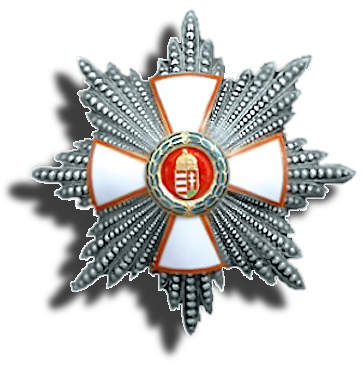
Ster

Voor vreemdelingen gelden geen aantallen benoemingen, Er is in alle rangen behalve die van grootkruis met Keten een militaire divisie ((katonai)) en een civiele divisie (polgari).
Het kruis van de orde is een witgeëmailleerd gouden kruis pattée met een brede gouden rand. In het rode centrale medaillon staat het Hongaarse wapen. De orde kent geen verhoging in de vorm van een kroon of lauwerkrans. Op de ring is een groene lauwerkrans gelegd. De ster van de Grootkruisen met Keten is van goud, de andere sterren zijn van zilver. Op de achtpuntige ster is het kruis van de orde gelegd. Alle graden dragen ook een tot een driehoek gevouwen lint met daaraan het kruis op de linkerborst. Op het lint is bij de eerste drie graden een miniatuur van de ster, in zilver of in goud, bevestigd
Het lint van de orde is groen met een rood-witte bies voor de civiele divisie en rood met een wit-groene rand voor de militaire divisie.
De president van Hongarije is de grootmeester van de orde en hij draagt ambtshalve de keten, het grootlint en de gouden ster.
Op 7 december 1947 bezocht maarschalk Tito Boedapest, hij werd die dag onderscheiden met het grootkruis in deze orde (zie de lijst van ridderorden en onderscheidingen van maarschalk Tito). Twee jaar later werd de orde afgeschaft ten faveure van een Socialistische orde, de Orde van Verdienste van de Volksrepubliek Hongarije. Onder de moderne dragers van grootkruis en keten telt men koningon Elizabeth II van het Verenigd Koninkrijk en Beatrix der Nederlanden.
Op 20 augustus 2017 werd Zsolt Szabó benoemd tot ridder als erkenning voor zijn actieve bijdrage aan het succes van Hongaarse bedrijven in Nederland en aan de versterking van het positieve imago van Hongarije in Nederland.
In augustus 2022 ontving de Nederlandse politicus Geert Wilders het commandeurskruis. Met deze staatsonderscheiding werd hij bedankt voor zijn 'consistente steun aan Hongarije en zijn activiteiten om de golf van illegale immigratie te stoppen'.